# Sumbe flygplats
Sumbe flygplats är en flygplats i Angola.   Den ligger i provinsen Cuanza Sul, i den västra delen av landet, 270 kilometer söder om huvudstaden Luanda. Sumbe flygplats ligger 9 meter över havet.
Terrängen runt Sumbe flygplats är huvudsakligen platt, men åt sydost är den kuperad. Havet är nära Sumbe flygplats västerut.  Närmaste större samhälle är Sumbe, 4,3 kilometer söder om Sumbe flygplats.
Runt Sumbe flygplats är det glesbefolkat, med 17 invånare per kvadratkilometer.